# Stany Zjednoczone na Zimowych Igrzyskach Olimpijskich 1936
Stany Zjednoczone na Zimowych Igrzyskach Olimpijskich 1936 reprezentowało 55 zawodników: 46 mężczyzn i dziewięć kobiet. Był to czwarty start reprezentacji Stanów Zjednoczonych na zimowych igrzyskach olimpijskich.

## Zdobyte medale
| Medal | Zawodnik | Dyscyplina          | Konkurencja            | Rezultat |
| ----- | --- | ------------------- | ---------------------- | -------- |
| Złoto | Ivan Brown, Alan Washbond | Bobsleje            | Dwójki                 | 5:29,29  |
| Brąz  | Gilbert Colgate, Richard Lawrence | Bobsleje            | Dwójki                 | 5:33,96  |
| Brąz  | John Garrison, August Kammer, Philip LaBatte, John Lax, Thomas Moone, Eldrige Ross, Paul Rowe, Francis Shaugnessy, Gordon Smith, Francis Spain, Frank Stubbs | Hokej na lodzie     | turniej mężczyzn       |          |
| Brąz  | Leo Freisinger | Łyżwiarstwo szybkie | bieg na 500 m mężczyzn | 44,0 s   |

## Skład kadry

### Biegi narciarskie
Mężczyźni
| Konkurencja        | Zawodnik          | czas    | Pozycja |
| ------------------ | ----------------- | ------- | ------- |
| Bieg na 18 km      | Karl Magnus Satre | 1:25:56 | 34.     |
| Bieg na 18 km      | Berger Torrissen  | 1:29:08 | 45.     |
| Bieg na 18 km      | Richard Parsons   | 1:30:09 | 46.     |
| Bieg na 18 km      | Warren Chivers    | 1:30:25 | 48.     |
| Bieg na 50 km      | Karl Magnus Satre | 3:58:45 | 18.     |
| Bieg na 50 km      | Berger Torrissen  | 4:07:44 | 27.     |
| Bieg na 50 km      | Richard Parsons   | 4:11:08 | 29.     |
| Bieg na 50 km      | Nils Backstrom    | 4:29:30 | 33.     |
| Sztafeta 4 × 10 km | Berger Torrissen  | 3:06:26 | 11.     |
| Sztafeta 4 × 10 km | Warren Chivers    | 3:06:26 | 11.     |
| Sztafeta 4 × 10 km | Richard Parsons   | 3:06:26 | 11.     |
| Sztafeta 4 × 10 km | Karl Magnus Satre | 3:06:26 | 11.     |

### Bobsleje
Mężczyźni
| Osada | Zawodnik                                                | Konkurencja | Ślizg 1 | Ślizg 2 | Ślizg 3 | Ślizg 4 | Łącznie | Pozycja |
| ----- | ------------------------------------------------------- | ----------- | ------- | ------- | ------- | ------- | ------- | ------- |
| USA-1 | Ivan Brown Alan Washbond                                | Dwójki      | 1:22,50 | 1:21,02 | 1:25,39 | 1:20,38 | 5:29,29 | złoto   |
| USA-2 | Gilbert Colgate Richard Lawrence                        | Dwójki      | 1:25,06 | 1:21,94 | 1:24,80 | 1:22,16 | 5:33,96 | brąz    |
| USA-1 | Hubert Stevens Crawford Merkel Robert Martin John Shene | Czwórki     | 1:25,61 | 1:19,17 | 1:20,51 | 1:18,84 | 5:24,13 | 4.      |
| USA-2 | Francis Tyler James Bickford Richard Lawrence Max Bly   | Czwórki     | 1:25,61 | 1:23,85 | 1:20,22 | 1:19,32 | 5:29,00 | 6.      |

### Hokej na lodzie
Reprezentacja mężczyzn
| - John Garrison - August Kammer - Philip LaBatte - John Lax - Thomas Moone - Eldrige Ross |  | - Paul Rowe - Francis Shaugnessy - Gordon Smith - Francis Spain - Frank Stubbs |

Reprezentacja Stanów Zjednoczonych brała udział w rozgrywkach grupy B turnieju olimpijskiego, zajmując w niej drugie miejsce i awansując do drugiej rundy rozgrywek. W drugiej rundzie rozgrywek reprezentacja USA brała udział w rozgrywkach grupy B, którą wygrała i awansowała do rundy medalowej, w której zajęła trzecie miejsce zdobywając brązowy medal.

#### Runda pierwsza
Grupa B
| Drużyna           | M | Mecze | Mecze | Mecze | Bramki | Bramki | Bramki | Pkt |
| Drużyna           | M | W     | R     | P     | +      | –      | +/-    | Pkt |
| ----------------- | - | ----- | ----- | ----- | ------ | ------ | ------ | --- |
| III Rzesza        | 3 | 2     | 0     | 1     | 5      | 1      | +4     | 4   |
| Stany Zjednoczone | 3 | 2     | 0     | 1     | 5      | 2      | +3     | 4   |
| Włochy            | 3 | 1     | 0     | 2     | 2      | 5      | -3     | 2   |
| Szwajcaria        | 3 | 1     | 0     | 2     | 1      | 5      | -4     | 2   |

Wyniki 
| 6 lutego 1936 | Stany Zjednoczone | 1:0 | Niemcy | Olympia-Kunsteis-Stadion |

| Godzina: 14:45 | G.Smith | (1:0, 0:0, 0:0) |  | Sędzia główny: Lociq Sędziowie liniowi: Erhardt |

| 7 lutego 1936 | Stany Zjednoczone | 3:0 | Szwajcaria | Olympia-Kunsteis-Stadion |

| Godzina: 10:25 | F.Spain E.Ross J.Garrison | (0:0, 3:0, 0:0) |  | Sędzia główny: Lefébure Sędziowie liniowi: Weinberger |

| 8 lutego 1936 | Włochy | 2:1 po dogrywce | Stany Zjednoczone | Olympia-Kunsteis-Stadion |

| Godzina: 15:45 | M.Zucchini G.Scotti | (0:0, 0:0, 1:1, 0:0, 1:0) | J.Garrison | Sędzia główny: Andreossi Sędziowie liniowi: Weinberger |

#### Runda druga
Grupa B
| Drużyna                           | M | Mecze | Mecze | Mecze | Bramki | Bramki | Bramki | Pkt |
| Drużyna                           | M | W     | R     | P     | +      | –      | +/-    | Pkt |
| --------------------------------- | - | ----- | ----- | ----- | ------ | ------ | ------ | --- |
| Stany Zjednoczone                 | 3 | 3     | 0     | 0     | 5      | 1      | +4     | 6   |
| Pierwsza Republika Czechosłowacka | 3 | 2     | 0     | 1     | 6      | 4      | +2     | 4   |
| Szwecja                           | 3 | 1     | 0     | 2     | 3      | 6      | -3     | 2   |
| Austria                           | 3 | 0     | 0     | 3     | 1      | 4      | -3     | 0   |

Wyniki
| 11 lutego 1936 | Stany Zjednoczone | 2:0 | Czechosłowacja | Rießersee |

| Godzina: 14:30 | F.Spain J.Garrison | (0:0, 2:0, 0:0) |  | Sędzia główny: Loicq Sędziowie liniowi: Erhardt |

| 12 lutego 1936 | Stany Zjednoczone | 1:0 | Austria | Olympia-Kunsteis-Stadion |

| Godzina: 22:15 | J.Garirison | (0:0, 1:0, 0:0) |  | Sędzia główny: Pudas Sędziowie liniowi: Kreisel |

| 13 lutego 1936 | Stany Zjednoczone | 2:1 | Szwecja | Olympia-Kunsteis-Stadion |

| Godzina: 22:00 | H. Carlson | (0:0, 1:1, 1:0) | P. Rowe | Sędzia główny: Kreisel Sędziowie liniowi: Erhardt |

#### Runda finałowa
W tej fazie rozgrywek zaliczono wyniki meczów pomiędzy drużynami które awansowały do tej rundy.
| Drużyna                           | M | Mecze | Mecze | Mecze | Bramki | Bramki | Bramki | Pkt |
| Drużyna                           | M | W     | R     | P     | +      | –      | +/-    | Pkt |
| --------------------------------- | - | ----- | ----- | ----- | ------ | ------ | ------ | --- |
| Wielka Brytania                   | 3 | 2     | 1     | 0     | 7      | 1      | +6     | 5   |
| Kanada                            | 3 | 2     | 0     | 1     | 9      | 2      | +7     | 4   |
| Stany Zjednoczone                 | 3 | 1     | 1     | 1     | 2      | 1      | +1     | 3   |
| Pierwsza Republika Czechosłowacka | 3 | 0     | 0     | 3     | 0      | 14     | -14    | 0   |

Wyniki
| 15 lutego 1936 | Wielka Brytania | 0:0 po dogrywce | Stany Zjednoczone | Olympia-Kunsteis-Stadion |

| Godzina: 21:00 |  | (0:0, 0:0, 0:0, 0:0, 0:0, 0:0) |  | Sędzia główny: Trauttenberg Sędziowie liniowi: Tupalski |

| 16 lutego 1936 | Kanada | 1:0 | Stany Zjednoczone | Olympia-Kunsteis-Stadion |

| Godzina: 14:30 | D.Neville | (1:0, 0:0, 0:0) |  | Sędzia główny: Poplimont Sędziowie liniowi: Trauttenberg |

### Kombinacja norweska
Mężczyźni
| Zawodnik          | Konkurencja   | Bieg narciarski | Bieg narciarski | Bieg narciarski | Skoki narciarskie | Skoki narciarskie | Skoki narciarskie | Skoki narciarskie | Łącznie | Pozycja |
| Zawodnik          | Konkurencja   | Czas biegu      | Pozycja         | Punkty          | Skok 1            | Skok 2            | Punkty            | Pozycja           | Łącznie | Pozycja |
| ----------------- | ------------- | --------------- | --------------- | --------------- | ----------------- | ----------------- | ----------------- | ----------------- | ------- | ------- |
| Karl Magnus Satre | Indywidualnie | 1:25:56         | 24.             | 181,8           | 39,0              | 41,0              | 174,0             | 35.               | 355,8   | 27.     |
| Berger Torrissen  | Indywidualnie | 1:29:08         | 29.             | 165,3           | 45,0              | 44,0              | 190,2             | 19.               | 355,5   | 28.     |
| Edward Blood      | Indywidualnie | 1:33:45         | 42.             | 142,5           | 44,0              | 43,0              | 183,1             | 26.               | 325,5   | 37.     |
| Paul Ottar Satre  | Indywidualnie | 1:36:27         | 45.             | 129,4           | 48,5              | 53,0              | 144,5             | 44.               | 273,9   | 44.     |

### Łyżwiarstwo figurowe
| Zawodnik                   | Konkurencja   | Nota  | Pozycja |
| -------------------------- | ------------- | ----- | ------- |
| Maribel Vinson             | Solistki      | 388,7 | 5.      |
| Audrey Peppe               | Solistki      | 363,3 | 12.     |
| Louise Weigel              | Solistki      | 336,4 | 21.     |
| Estelle Weigel             | Solistki      | 324,5 | 22.     |
| Robin Lee                  | Soliści       | 363,0 | 12.     |
| Erle Reiter                | Soliści       | 352,9 | 13.     |
| George Hill                | Soliści       | 325,1 | 22.     |
| Maribel Vinson George Hill | Pary sportowe | 95,0  | 5.      |
| Grace Madden James Madden  | Pary sportowe | 46,5  | 11.     |

### Łyżwiarstwo szybkie
Mężczyźni
| Zawodnik        | Konkurencja   | Konkurencja   | Konkurencja    | Konkurencja    | Konkurencja    | Konkurencja    | Konkurencja        | Konkurencja        |
| Zawodnik        | Bieg na 500 m | Bieg na 500 m | Bieg na 1500 m | Bieg na 1500 m | Bieg na 5000 m | Bieg na 5000 m | Bieg na 10 000 m   | Bieg na 10 000 m   |
| Zawodnik        | Czas          | Miejsce       | Czas           | Miejsce        | Czas           | Miejsce        | Czas               | Miejsce            |
| --------------- | ------------- | ------------- | -------------- | -------------- | -------------- | -------------- | ------------------ | ------------------ |
| Leo Freisinger  | 44,0          | brąz          | 2:21,3         | 4.             |                |                |                    |                    |
| Robert Petersen | 45,0          | 11.           | 2:25,4         | 17.            | 8:46,5         | 11.            | Nie ukończył biegu | Nie ukończył biegu |
| Delbert Lamb    | 44,2          | 5.            |                |                |                |                |                    |                    |
| Allan Potts     | 44,8          | 6.            | 2:31,2         | 32.            |                |                |                    |                    |
| Eddie Schroeder |               |               | 2:24,3         | 12.            | 8:49,1         | 15.            | 17:52,0            | 8.                 |

### Narciarstwo alpejskie
Mężczyźni
| Zawodnik              | Konkurencja         | Zjazd  | Zjazd   | Slalom              | Slalom              | Slalom                   | Łącznie                  | Łącznie                  |
| Zawodnik              | Konkurencja         | Czas   | Pozycja | Czas 1-go przejazdu | Czas 2-go przejazdu | Pozycja                  | Punkty                   | Pozycja                  |
| --------------------- | ------------------- | ------ | ------- | ------------------- | ------------------- | ------------------------ | ------------------------ | ------------------------ |
| Dick Durrance, Jr     | Kombinacja alpejska | 5:16,2 | 11.     | 1:26,4              | 1:26,9              | 8.                       | 87,74                    | 10.                      |
| George Page           | Kombinacja alpejska | 5:42,8 | 18.     | 1:25,7              | 1:33,4              | 14.                      | 82,85                    | 13.                      |
| Robert Livermore, Jr. | Kombinacja alpejska | 6:04,4 | 29.     | 1:37,5              | 1:36,7              | 20.                      | 77,18                    | 23.                      |
| Link Washburn         | Kombinacja alpejska | 6:30,8 | 37.     | 1:56,7              | Dyskwalifikacja     | Nie ukończył konkurencji | Nie ukończył konkurencji | Nie ukończył konkurencji |

Kobiety
| Zawodnik             | Konkurencja         | Zjazd  | Zjazd   | Slalom              | Slalom              | Slalom                    | Łącznie                   | Łącznie                   |
| Zawodnik             | Konkurencja         | Czas   | Pozycja | Czas 1-go przejazdu | Czas 2-go przejazdu | Pozycja                   | Punkty                    | Pozycja                   |
| -------------------- | ------------------- | ------ | ------- | ------------------- | ------------------- | ------------------------- | ------------------------- | ------------------------- |
| Elizabeth Woolsey    | Kombinacja alpejska | 6:12,8 | 14.     | 2:00,8              | 2:09,3              | 25.                       | 69,24                     | 19.                       |
| Helen Boughton-Leigh | Kombinacja alpejska | 7:17,4 | 25.     | 1:46,7              | 1:50,8              | 18.                       | 67,46                     | 21.                       |
| Clarita Heath        | Kombinacja alpejska | 7:39,2 | 30.     | 2:25,4              | 2:00,3              | 27.                       | 59,89                     | 27.                       |
| Mary Bird            | Kombinacja alpejska | 8:32,4 | 33.     | 2:38,9              | Dyskwalifikacja     | Nie ukończyła konkurencji | Nie ukończyła konkurencji | Nie ukończyła konkurencji |

### Skoki narciarskie
Mężczyźni
| Skoczek         | Skok 1    | Skok 1 | Skok 2    | Skok 2 | Nota  | Pozycja |
| Skoczek         | odległość | Nota   | odległość | Nota   | Nota  | Pozycja |
| --------------- | --------- | ------ | --------- | ------ | ----- | ------- |
| Sverre Fredheim | 73,5      | 107,7  | 73,0      | 106,4  | 214,1 | 11.     |
| Caspar Oimoen   | 71,5      | 100,5  | 72,5      | 107,1  | 207,6 | 13.     |
| Roy Mikkelsen   | 69,5      | 102,0  | 68,0      | 100,6  | 202,6 | 23.     |
| Walter Bietila  | 66,5      | 100,4  | 63,5      | 94,8   | 195,2 | 30.     |